# Graustark
Graustark é um país fictício da Europa Oriental usado como cenário para vários romances de George Barr McCutcheon. Os vizinhos de Graustark, que também aparecem nas histórias, são Axphain ao norte e Dawsbergen ao sul.

## Descrição
Graustark é descrito como um país montanhoso com uma área de aproximadamente 800 milhas quadradas (2.100 km 2); há pelo menos uma referência nos livros que fixa sua localização em algum lugar nas montanhas dos Cárpatos, perto da Romênia. Por outro lado, em Graustark diz-se que está ameaçado de redução para ter apenas 25 milhas de largura por 150 milhas de comprimento (3750 milhas quadradas) e em Truxton King é dito que fornece uma rota ferroviária mais curta para os territórios russos no Afeganistão ou perto dele. A capital de Graustark, Edelweiss, é acessível de trem a partir de Viena. A cidade montanhosa de Ganlook fica perto da fronteira com Axphain, o inimigo tradicional de Graustark.
Graustark é governado como um principado e sua unidade monetária é chamada de gavvo, valendo US$ 1,40 na época do romance Truxton King. Graustarkiano é a língua nativa do povo, embora o inglês americano seja universalmente falado entre as classes educadas e seja a língua cotidiana da família real e da corte.

## Romances

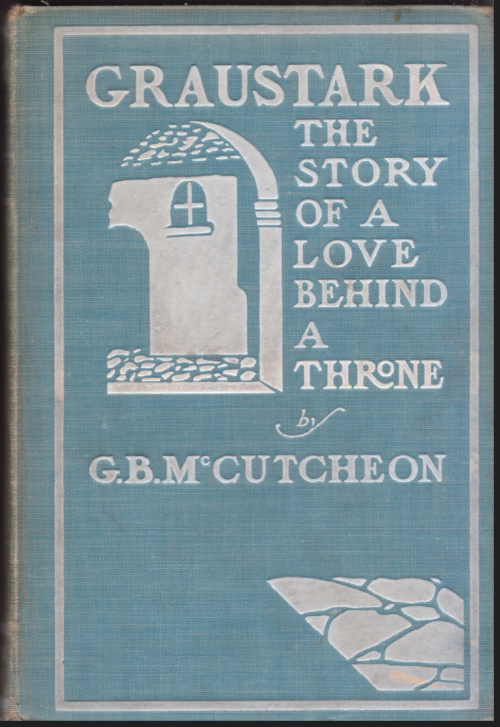
Capa da edição de 1901 de Graustark

Os romances Graustark são histórias de intriga da corte, disfarce real e romance semelhante ao romance de 1894 de Anthony Hope, O Prisioneiro de Zenda, e suas sequências. Eles eram best-sellers populares na época em que foram publicados e as edições originais ainda estão prontamente disponíveis em livrarias usadas. Os romances dos dois autores deram seu nome a um gênero ficcional chamado romance ruritano baseado em O Prisioneiro de Zenda, ou "Graustarkiano", dos romances de McCutcheon. Este gênero contém contos de romance e intriga, geralmente com personagens titulados em países pequenos, fictícios, da Europa Central ou do Leste Europeu.
Os romances da série de McCutcheon são:
- Graustark: A história de um amor por trás de um trono (1901) texto de Gutenberg
- Beverly de Graustark (1904) texto de Gutenberg (filmado em 1926 com Marion Davies)
- Truxton King: A Story of Graustark (1909) Gutenberg text em HTML
- O Príncipe de Graustark (1914) texto de Gutenberg
- Leste do Sol Poente (1924)
- A Estalagem do Falcão e do Corvo (1927)

Em 2009, a edição 31 de McSweeney's apresentou um conto Graustarkiano, como parte de uma série sobre formas literárias perdidas. A história, Festas e Vilões, foi escrita por John Brandon.

## História de Graustark
Durante a década de 1870, o governante de Graustark, o príncipe Ganlook de Graustark, foi morto em uma guerra com o vizinho Axphain. Como parte do tratado de paz que se seguiu, Graustark concordou em pagar uma grande indenização a Axphain, a ser devida, com juros, em quinze anos.
Graustark se viu sem recursos para pagar a indenização quando era devido e, em desespero, a Princesa Yetive, filha de Ganlook e agora ocupando o trono de Graustark, estava prestes a contrair um casamento estatal com o príncipe Lorenz de Axphain em troca de condições de pagamento mais favoráveis. Mas antes que o casamento pudesse acontecer, Lorenz foi assassinado. O verdadeiro amor da princesa, o americano Grenfall Lorry, que ela conheceu enquanto viajava pelos Estados Unidos parecia ser o assassino. O pai de Lorenz insistiu na punição do assassino, mas a execução foi impedida pela revelação do verdadeiro assassino: o vilão Príncipe Gabriel, governante de Dawsbergen, que era outro dos pretendentes de Yetive. Com Lorenz morto e Gabriel preso, Yetive se casou com seu verdadeiro amor.
Durante a prisão de Gabriel, Dawsbergen foi governado por seu meio-irmão mais novo, o Príncipe Dantan, uma figura popular entre seu próprio povo e um amigo fiel de Graustark também. Mas depois de dois anos, Gabriel escapou da prisão e, apoiado pelo exército de Dawsbergen, voltou ao trono. Dantan foi forçado a se esconder disfarçado em Graustark. Por um tempo, parecia que Graustark poderia ser forçado a entrar em guerra com Dawsbergen e Axphain, mas isso foi evitado quando Gabriel foi recapturado. Enquanto isso, o príncipe disfarçado Dantan se apaixonou por Beverly Calhoun, uma convidada americana dos Lorrys; eles se casaram após sua restauração ao trono de Dawsbergen.
Yetive e seu marido foram tragicamente mortos em um acidente ferroviário perto de Bruxelas, deixando seu filho Príncipe Robin como governante de Graustark. Ainda criança, Robin foi alvo de um plano de assassinato de anarquistas sob a direção do exilado Conde Marlanx, cujo objetivo final era se estabelecer como o único ditador de Graustark. Mas a tentativa de assassinato foi frustrada pela intervenção do americano Truxton King, e Marlanx foi morto no ataque que se seguiu ao palácio real.
Graustark ainda estava em dificuldades financeiras quando o Príncipe Robin atingiu a idade adulta. William W. Blithers, um americano muito rico e muito vulgar, ofereceu-se para financiar o país na esperança de arranjar um casamento entre Robin e sua própria filha. Os dois principais, no entanto, tinham ideias muito diferentes sobre o casamento. Robin acabou se casando com Bevra, a princesa herdeira de Dawsbergen, filha de Dantan e Beverly.
As dívidas de Graustark acabaram sendo mantidas pela Rússia. Em troca de entrar na Primeira Guerra Mundial como aliado da Rússia, Graustark negociou o cancelamento dessa dívida. Mais tarde, com a Rússia fora da guerra, Graustark também negociou uma paz separada. Seguiu-se um período de prosperidade no país.
Axphain, no entanto, foi tomado pelos comunistas após a guerra e estava em estado de muita angústia e agitação. Seu governante, o Príncipe Hedrik (irmão de Lorenz), e seu filho mais velho foram assassinados na revolução comunista, deixando o filho mais novo, o Príncipe Hubert no exílio em Graustark e um filho ilegítimo Gregory que vivia com sua mãe na Itália. Hubert esperava se casar com a princesa Virgínia de Dawsbergen, irmã mais nova de Bevra, mas ela já havia contraído um casamento de conveniência com Pendennis Yorke, um jornalista americano, e para surpresa de todos, tornou-se um verdadeiro casamento de amor. O regime comunista em Axphain foi derrotado após uma tentativa frustrada de invadir Graustark, e a monarquia naquele país foi restaurada com Gregório no trono, em vez do impopular Hubert, que foi assassinado na sequência.
No romance clássico Três Corações e Três Leões de Poul Anderson, o herói Holger Carlsen dá seu apelido construído às pressas como 'Sir Rupert de Graustark'.

## Filmes
- Graustark (1915)[1][2]
- O Príncipe de Graustark foi feito como um filme em 1916 no Chicago Essanay Studios, e é digno de nota porque se afirma que Colleen Moore tem um papel rápido e não creditado como empregada doméstica no fundo de uma cena. Alguns historiadores, vendo a cena, estão convencidos de que a garota é. Outros viram fotos da cena e não veem nenhuma semelhança. Como tal, este não é considerado um de seus papéis no cinema, embora ela tenha passado alguns verões em Chicago crescendo, e poderia facilmente ter sido um extra neste filme.[3]
- Truxton King (1923)[4][5]
- Graustark (1925)[6][7][6]
- Beverly de Graustark (1926)[8][9]